# Rohan Ince
Rohan Greg Ince (Londra, 8 novembre 1992) è un calciatore montserratiano con cittadinanza britannica, centrocampista o difensore del Woking.

## Biografia
È cugino dei calciatori Paul e Clayton.

## Caratteristiche tecniche
Interpreta il ruolo di vertice basso di centrocampo.

## Carriera

### Club
All'età di 7 anni entra nel settore giovanile del Chelsea. Il 13 luglio 2012 passa in prestito per sei mesi allo Yeovil Town, ma a distanza di due mesi viene richiamato dal prestito a causa di un infortunio subito alla caviglia. Il 1º febbraio 2013 rescinde il contratto con i Blues.
Il 5 febbraio 2013 - dopo aver trascorso un periodo in prova - sottoscrive un contratto di un anno e mezzo con il Brighton & Hove. Il 10 gennaio 2014 rinnova il proprio contratto fino al 2016.
Il 4 settembre 2015 sottoscrive un nuovo accordo con la società, valido fino al 30 giugno 2018.
Il 1º febbraio 2016 passa in prestito al Fulham.

### Nazionale
Nel 2021 ha esordito nella nazionale di Montserrat.

## Statistiche

### Presenze e reti nei club
Statistiche aggiornate al 15 maggio 2022.
| Stagione            | Squadra         | Campionato      | Campionato | Campionato | Coppe nazionali | Coppe nazionali | Coppe nazionali | Coppe continentali | Coppe continentali | Coppe continentali | Altre coppe | Altre coppe | Altre coppe | Totale | Totale |
| Stagione            | Squadra         | Comp            | Pres       | Reti       | Comp            | Pres            | Reti            | Comp               | Pres               | Reti               | Comp        | Pres        | Reti        | Pres   | Reti   |
| ------------------- | --------------- | --------------- | ---------- | ---------- | --------------- | --------------- | --------------- | ------------------ | ------------------ | ------------------ | ----------- | ----------- | ----------- | ------ | ------ |
| set. 2012           | Yeovil Town     | FL1             | 2          | 0          | FACup+CdL       | 0+1             | 0               | -                  | -                  | -                  | FLT         | 1           | 0           | 4      | 0      |
| set. 2012-feb. 2013 | Chelsea         | PL              | 0          | 0          | FACup+CdL       | 0               | 0               | UCL                | 0                  | 0                  | CS+SU+Cmc   | 0           | 0           | 0      | 0      |
| feb.-giu. 2013      | Brighton        | FLC             | 0          | 0          | FACup+CdL       | -               | -               | -                  | -                  | -                  | -           | -           | -           | 0      | 0      |
| 2013-2014           | Brighton        | FLC             | 28+1       | 0          | FACup+CdL       | 3+1             | 1+0             | -                  | -                  | -                  | -           | -           | -           | 33     | 1      |
| 2014-2015           | Brighton        | FLC             | 32         | 1          | FACup+CdL       | 2+4             | 0+2             | -                  | -                  | -                  | -           | -           | -           | 38     | 3      |
| 2015-gen. 2016      | Brighton        | FLC             | 12         | 0          | FACup+CdL       | 1+2             | 0               | -                  | -                  | -                  | -           | -           | -           | 15     | 0      |
| gen.-giu. 2016      | Fulham          | FLC             | 10         | 1          | FACup+CdL       | -               | -               | -                  | -                  | -                  | -           | -           | -           | 10     | 1      |
| 2016-gen. 2017      | Brighton        | FLC             | 0          | 0          | FACup+CdL       | 1+3             | 0               | -                  | -                  | -                  | -           | -           | -           | 4      | 0      |
| gen.-giu. 2017      | Swindon Town    | FL1             | 14         | 2          | FACup+CdL       | -               | -               | -                  | -                  | -                  | FLT         | -           | -           | 14     | 2      |
| ago. 2017           | Brighton        | PL              | 0          | 0          | FACup+CdL       | 0+1             | 0               | -                  | -                  | -                  | -           | -           | -           | 1      | 0      |
| Totale Brighton     | Totale Brighton | Totale Brighton | 72+1       | 1          |                 | 18              | 3               |                    | -                  | -                  |             | -           | -           | 91     | 4      |
| ago. 2017-2018      | Bury            | FL1             | 22         | 0          | FACup+CdL       | 2+0             | 0               | -                  | -                  | -                  | FLT         | 4           | 0           | 28     | 0      |
| 2019-2020           | Cheltenham Town | FL2             | 9+2        | 0          | FACup+CdL       | 2+0             | 0               | -                  | -                  | -                  | FLT         | 2           | 0           | 15     | 0      |
| 2020-2021           | Maidenhead Utd  | NL              | 30         | 0          | FACup+CdL       | 0               | 0               | -                  | -                  | -                  | FLT         | 1           | 0           | 32     | 1      |
| 2021-2022           | Woking          | NL              | 35         | 2          | FACup+CdL       | 1+1             | 0               | -                  | -                  | -                  | FLT         | 0           | 0           | 37     | 2      |
| Totale carriera     | Totale carriera | Totale carriera | 197        | 6          |                 | 25              | 3               |                    | 0                  | 0                  |             | 8           | 0           | 230    | 9      |

## Palmarès

### Club

#### Competizioni giovanili
- FA Youth Cup: 1

Chelsea: 2009-2010